# Gyukár Tibor
Gyukár Tibor (Budapest, 1940. december 17.) magyar színművész. A színészetet a Rózsahegyi Kálmán Színészképző Iskolában tanulta, olyan osztálytársakkal, mint Hofi Géza, Mécs Károly, Koncz Gábor, Sztankay István, Sas József.

## Élete
Az iskola elvégzése után játszott a Magyar Néphadsereg Színházában, a Déryné Színházban, a Győri Kisfaludy Színházban, a Karinthy Színházban és a Vidám Színpadon. Láthattuk számos színdarabban, filmben, tévéfilmben, valamint sok nagyszerű szinkronalakítás fűződik nevéhez. Színpadon főleg zenés, táncos, ill. humoros jellegű darabokban szerepelt, de láthattuk filmekben és tvj.-okban is. Szinkronszínészként Gyuki volt a Derrickben az egyik rendőrfelügyelő hangja, a Petrocelliben pedig a néger rendőr magyar hangja. 
1978-ban találkozott feleségével, Évával, aki akkoriban a Vidám Színpad nézőtéri büféjét vezette. A színészek az előadás kezdete előtt nem mehettek ki a nézőtéri büfébe, Gyuki mégis kiment, mire Éva megkérdezte, hogy miért lógatja az orrát. Gyuki elmondta, hogy szomorú, mert el kell adnia szülei zuglói lakását. Éva válaszolt neki, hogy ő megveszi. Ez volt az első pillanat, amikor találkozott a tekintetünk. Gyuki hirtelen fölnézett, és látta, hogy egy új büfés áll előtte, akinek jó a kávéja... Öt év múlva összeházasodtak és beköltöztek abba a lakásba, amit el akart adni. Kabos Laci volt a tanújuk, akit mindketten nagyon szerettek, és aki az első pillanattól kezdve támogatta a házasságukat.

## Gyukár Tibor ésKabos László
Tibor saját szavaival:
1972-ben, amikor a Vidám Színpadhoz kerültem, akkor ismerkedtünk meg. A kalóz kisasszony című darabban játszottunk először együtt. Urbán Erika, Kabos László, Kazal László, Kibédi Ervin és én, aki akkor fotóriportert játszottam. Aztán lementem Győrbe játszani, majd 1976. augusztus 1-től ismét tagja lettem a Vidám Színpadnak. Ekkoriban színészkedtem, szinkronizálni jártam, epizódszerepeket vállaltam. Kabos Lacival az első közös kabaréban összebarátkoztunk. 1984-ben több mint ötszázszor, telt ház előtt játszottam vele a Kabos-Show-ban. A Két Kabos című jelenet volt nekem a legemlékezetesebb. Kabos Lacinak öltözve bejöttem a színpadra, táncoltam, énekeltem, majd a végén bejön a valódi Kabos, levettem a maszkot, és Laci gratulált nekem. Óriási egyéniség volt, olyan emberekkel vette magát körül, akiket szeretett, akikkel tudott együtt komédiázni. Szerette a krimiket, a keresztrejtvényeket, a természetfilmeket, szeretett olvasni, volt egy uszkár kutyája. A haláláig jó barátságban voltunk. Éppen egy kazettát akartam neki visszavinni. Hívtam a feleségét, de nem vette föl senki a telefont. Visszamentem a tetőre dolgozni, amikor bemondta a rádió, hogy Kabos László meghalt. A 81 születésnapja előtt két nappal. A születésnapján temették el. Még aznap írtam hozzá egy verset.

A címe: Cserepek – Elvesztettem egy tanút.

A magam előtt feltolt cserepekkel próbálom elérni a tető legmagasabb pontját.

Elhatároztam, hogy megtisztítom a szélkakasaimat az idő marta rozsdától.

Döbbenten vettem tudomásul, hogy még mindig elérhetetlenek.

Ha a tetőn mászkálsz, soha ne nézz vissza.« – szólt a gyermekkori intelem.

A kis Kabos hirtelen halála és az eső újra a földre teremtett.

Nem adom föl.

Holnap újrakezdem.

Milyen furcsa, hogy a mások halála mutatja meg a jövőt.

Kukanapok! A házam elé kitolom a szemetet. 2004. október 28.

Én nem temetem el kis Kabost… Ő, csak énutánam.

## Paradicsombohóc
Harminc évig ő bújt meg ennek a harsány, kedves, szomorédes figurának a sokszor kinőtt ruhájában. Rajta és érte nevettünk kölyökként az ország különböző pontjain éppúgy, mint a Fővárosi Nagycirkusz porondján, ahol előadásaik során Rodolfóval, Széky Józseffel, Mikolay Lászlóval beutazta a fél világot. Ötvenedik születésnapjára megkapta a szakmától a Fehér Holló díjat, amire nagyon büszke a mai napig.

## Önéletrajz
- 1958 Rózsahegyi Kálmán Színészképző Iskolája
- 1958 Magyar Néphadsereg Színház (ma Vígszínház)
- 1959 Állami Déryné Színház
- 1972 Vidám Színpad
- 1973 Győri Kisfaludy Színház
- 1976 Vidám Színpad

## Szerepei

### Főbb színpadi szerepei
A Színházi adattárban regisztrált bemutatóinak száma: 65; ugyanitt három színházi felvételen is látható.
- Molnár Ferenc: A Pál utcai fiúk (Csónakos)
- Dickens: Twist Olivér (Lógós)
- Vörösmarty: Csongor és Tünde (Duzzog)
- Tamási Áron: Énekes madár (Kömény Móka)
- Csokonai: Özvegy Karnyóné (Samuka)
- Shakespeare: Ahogy tetszik (Silvius)
- Sánta Ferenc: Húsz óra (Kocsis Béni) /Alakítás Nívódíj / Miniszteri kitüntetés.
- Nestroy: Talizmán (Titusz)
- Joachim Bréhmer: Az a lány (a fiú)
- Vaszary Gábor: Bubus (Lukács)
- Vaszary Gábor: Az ördög nem alszik (Alen)
- Fazekas Mihály: Ludas Matyi (Ludas Matyi)
- Jakoby: Sybill (Poire)
- Fényes Szabolcs: Maya (Rudi)
- Dunajevszkij: Szabad Szél (Miky Stan)
- Jean Poiret: Őrült nők ketrece (Zorba)
- Peter Stonr: Van aki forrón szereti (Ököl Norton)
- Vinkó: Justitia kombinéban (János)
- Maugham:: Imádok férjhez menni (Clarence)
- Szenes Andor: Weekend (portás)
- Flers és Caillanet: Egy király Párizsban (Corneau)
- Alfonso Paso: Ön is lehet gyilkos (Fernandez)
- Vaszary János – Szántó Armand: A hölgy vetkőzik (Gérard)
- Deval: A potyautas (Ivan)
- Brandon Thomas: A Charly Nénje (Brasett)
- / Több, mint harminc évig PARADICSOMBOHÓC-ként gyerekeknek/

### Főbb tévés szerepei
- Idefigyeljenek emberek (Alfonzó)
- Nyomjuk a sódert (Ifjúsági Kabaré)
- Kabos Show ( A két Kabos)
- Gálvölgyi Show
- Valami Amerika
- Mindenki mondjon le

### Főbb filmszerepei
- Nyitott Ablak
- Makra
- Árvácska
- Cserepek
- Kínai kancsó
- Fürdés
- A szabadság katonái (Kallai Gyula)
- Hatholdas Rózsakert
- Tilos a szerelem
- Peer Gynt
- Kadfaeld Atya (13 részes angol film)
- Cselkas (Párizs: A legjobb epizódalakítás)
- Az idők kezdetén
- Zöldár
- Szigorú Idők